# جورج سترايت
جورج سترايت (بالإنجليزية: George Strait) هو مغني وموسيقي وكاتب أغاني وممثل أمريكي، ولد في 18 مايو 1952 ببوتيت في الولايات المتحدة. من الجوائز التي نالها الميدالية الوطنية للفنون.

## جوائز
- الميدالية الوطنية للفنون

## وصلات خارجية
- جورج سترايت على موقع IMDb (الإنجليزية)
- جورج سترايت على موقع الموسوعة البريطانية (الإنجليزية)
- جورج سترايت على موقع ألو سيني (الفرنسية)
- جورج سترايت على موقع ميوزك برينز (الإنجليزية)
- جورج سترايت على موقع رولينغ ستون (الإنجليزية)
- جورج سترايت على موقع أول موفي (الإنجليزية)
- جورج سترايت على موقع قاعدة بيانات الأفلام السويدية (السويدية)
- جورج سترايت على موقع إن إن دي بي (الإنجليزية)
- جورج سترايت على موقع أول ميوزيك (الإنجليزية)
- جورج سترايت على موقع ديسكوغز (الإنجليزية)